# Kristiine
Kristiine è uno degli otto distretti amministrativi (in estone: linnaosa) della città di Tallinn, la capitale dell'Estonia.

## Notizie sul distretto
Ha una popolazione di 33 102 abitanti (aggiornati al 1º agosto 2017).
Si trova ad ovest di Kesklinn, il distretto del centro della città.
È abitato per maggioranza da estoni 68,6%, poi russi 24,9%, gli ucraini 2,3%, i bielorussi 1,3%, i finlandesi 0,6%, gli altri 2,3%.
L'anziano a capo del distretto (in estone linnaosavanem) è Mihhail Korb.
La sede del distretto è in Tulika Street, 33b - 10615 Tallinn.

## Suddivisione
Il distretto cittadino di Kristiine è suddiviso in 3 quartieri (in estone: asum):
- Järve
- Lilleküla
- Tondi

## Origine del nome
Il nome di Kristiine trae origine dalla Regina Cristina di Svezia sotto il cui dominio nel 1653 l'area fu divisa in 46 appezzamenti (ognuno di 9 ettari) e venduti a uomini d'affari e ufficiali della città per 100 riksdaler. L'intera area fu chiamata Christinental (La Valle di Cristina) e più tardi Campi di Cristina.